# Boca Negra
Boca Negra es un caserío peruano ubicado en el distrito de Morropón, perteneciente a la provincia homónima del departamento de Piura, al norte del Perú. 

## Ubicación
Boca Negra se ubica al norte de la provincia de Morropón, en el distrito homónimo, en el departamento de Piura.

## Demografía
En 2017 Boca Negra tenía una población de 186 habitantes.
| Gráfica de evolución demográfica de Boca Negra entre 1993 y 2017 |
|                                                                  |
| Fuentes: Población 1993 y 2017                                   |